# Parlementair onderzoek in Nederland
Een Parlementair onderzoek is in Nederland een onderzoek uitgevoerd door de Eerste of Tweede Kamer. Soms werd daar een speciale commissie mee belast, soms een subcommissie of een werkgroep van enkele leden. Sinds een wijziging van het Reglement van Orde in 1994 wordt een tijdelijke commissie ingesteld, die het onderzoek uitvoert.
De staatsrechtelijke bedoeling van een onderzoek is, te onderzoeken hoe iets nu eigenlijk zit, met andere woorden de waarheid boven tafel krijgen. Net als voor het houden van een enquête is hiervoor een Kamermeerderheid vereist. Nadat een onderzoekscommissie onderzoek heeft gedaan en betrokkenen bij het voorwerp van onderzoek heeft gehoord, stelt de commissie in de regel een rapport met bevindingen op. De Kamer debatteert vervolgens eerst met de commissie en later met het kabinet over de conclusies die hieruit kunnen worden getrokken.
In tegenstelling tot Parlementaire enquêtes is er voor een gewoon Parlementair onderzoek tot dusverre niets in de wet geregeld. De ingestelde commissie krijgt wel een onderzoeksopdracht mee, maar geen enquêtebevoegdheden. Er wordt gewerkt aan modernisering van de wetgeving omtrent beide onderzoeksvormen. Getuigen hebben juridisch een veel vrijblijvender positie dan bij een enquête. Parlementaire onderzoeken worden dan ook beschouwd als een 'lichtere' vorm van onderzoek dan een enquête.

## Overzicht onderzoeken Eerste Kamer
- Parlementair Onderzoek Privatisering/Verzelfstandiging Overheidsdiensten (2011-2014)

De Eerste Kamer heeft op voorstel van de voormalig CU-fractievoorzitter Egbert Schuurman een parlementair onderzoek ingesteld naar de gevolgen van de privatiseringen en verzelfstandiging van vroegere overheidsdiensten.

## Overzicht onderzoeken Tweede Kamer
Een actueel overzicht van parlementaire onderzoeken is hier te vinden.
- Parlementair onderzoek uitvoeringsorganisaties (2020-2021)

Naar aanleiding van een ingediende motie van Kamerlid Pieter Heerma in 2019 stelde de Tweede Kamer in 2020 een Parlementair onderzoek in naar de werking van uitvoeringsorganisaties van de overheid. Voorzitter van de commissie was VVD'er André Bosman. De commissie concludeerde in februari 2021 'dat burgers te vaak in de problemen raken door missers bij de uitvoering van wetten en regels'.
- Parlementair onderzoek breed welvaartsbegrip (2015-2016)[3]
- Parlementair onderzoek ICT-projecten bij de overheid (2012-2014)

In opdracht van de Tweede Kamercommissie Veiligheid & Justitie heeft een parlementaire werkgroep het onderzoeksvoorstel 'ICT-projecten bij de overheid' opgesteld. Door het Bureau Onderzoek en Rijksuitgaven werd vervolgens literatuuronderzoek gedaan en er vond een expertmeeting plaats met deskundigen op het terrein van ICT. De werkgroep adviseerde de Tweede Kamer om te kiezen voor een tijdelijke commissie, die een parlementair onderzoek zal uitvoeren. Die commissie werd op 5 juli 2012 ingesteld. Voorzitter is VVD'er Ton Elias.
- Parlementair onderzoek Onderhoud en innovatie spoor (2011-2012)

Op 29 maart 2011 stemde de Tweede Kamer in met een voorstel van de vaste commissie voor Infrastructuur en Milieu om onderzoek te doen naar het Nederlandse spoorsysteem.
- Parlementair onderzoek Lessen uit recente arbeidsmigratie (2011-2011)

Op 29 maart 2011 stemde de Tweede Kamer in met een voorstel van de vaste commissie van Sociale Zaken en Werkgelegenheid om onderzoek te doen naar recente arbeidsmigratie (26 lessen).
- Parlementair onderzoek verduurzaming voedselproductie (2011-heden)[bron?]

Op 29 maart 2011 stemde de Tweede Kamer in met een voorstel van de vaste commissie voor Economische Zaken, Landbouw en Innovatie om onderzoek te doen naar de economische dimensie van verduurzaming van de voedselproductie.
- Parlementair onderzoek financieel stelsel (2009-2010)

Op 24 juni 2009 stelde de Tweede Kamer een onderzoek in naar de kredietcrisis. Het ging daarbij om de structurele problemen in het financieel stelsel en om de door het kabinet vanaf september 2008 genomen maatregelen, met name om het bankwezen te ondersteunen. Doel van het onderzoek is een bijdrage te leveren aan het adequaat functioneren van het financieel stelsel in het algemeen en in Nederland in het bijzonder. Naast studies zijn openbare verhoren onderdeel van het onderzoek.
- Parlementair onderzoek onderwijsvernieuwingen (commissie-Dijsselbloem) (2007-2008)

Op 17 april 2007 stemde de Tweede Kamer in met de instelling van de Tijdelijke Commissie Parlementair onderzoek onderwijsvernieuwingen. Op 25 april van dat jaar werd de commissie geïnstalleerd. Aandachtsgebieden waren onder andere de basisvorming, tweede fase, vmbo en het nieuwe leren. Op 13 februari 2008 presenteerde de commissie haar eindrapport.
- NATO Response Force (2005)

Op 23 juni 2005 heeft de Tweede Kamer besloten een onderzoek in te stellen naar de parlementaire betrokkenheid bij de besluitvorming over militaire uitzendingen. Een werkgroep onder voorzitterschap van de VVD'er Hans van Baalen voert het onderzoek uit. De bedoeling was dat de werkgroep nog voor het kerstreces 2005/2006 verslag zou uitbrengen.
- Tbs-stelsel (2005-2006)

Op 16 juni 2005 besloot de Tweede Kamer een parlementair onderzoek in te stellen naar het tbs-stelsel. Aanleiding was de betrokkenheid van een tbs'er die zich aan zijn verlof had onttrokken bij een moord. Doel van het onderzoek is te achterhalen waarom het tbs-stelsel in de huidige vorm onvoldoende in staat is de maatschappij te beschermen tegen mensen die na behandeling opnieuw ernstige misdrijven plegen. Het streven is het onderzoek voor het zomerreces van 2006 af te ronden.
- Parlementair onderzoek infrastructuurprojecten (2003-2004)

Op 19 november 2003 besloot de Tweede Kamer een onderzoek in te stellen naar haar rol bij grote infrastructuurprojecten. Daartoe werd een tijdelijke commissie onder het voorzitterschap van Adri Duivesteijn in het leven geroepen (Commissie Duivesteijn). De reden voor dit onderzoek was de onvrede over het verloop en de voortdurende budgetoverschrijdingen bij de aanleg van de Betuweroute en de hogesnelheidslijn Amsterdam-België (HSL-Zuid). Opzet van het onderzoek was om aan de hand van de ervaringen met deze beide projecten een kader te schetsen voor de rol die de Tweede Kamer bij toekomstige grote projecten zou moeten spelen. Het eindrapport van de commissie werd op 15 december 2004 gepubliceerd.
- Zorguitgaven (2003-2004)

De Tijdelijke Commissie Onderzoek Zorguitgaven heeft op 18 maart 2004 het resultaat van de verkenningsfase van het onderzoek naar de effectiviteit van de extra zorguitgaven sinds 1994 gepubliceerd. Op basis hiervan zal de Tweede Kamer beslissen of er een vervolgonderzoek nodig is. De CDA'er Aart Mosterd is voorzitter van de commissie, die in juni 2003 is ingesteld.
- Integratiebeleid (commissie-Blok) (2003-2004)

Op 19 januari 2004 is het eindrapport gepresenteerd van het parlementair onderzoek naar de integratie van minderheden in de Nederlandse samenleving in de afgelopen 30 jaar. Het rapport bevat behalve een analyse van het integratiebeleid ook aanbevelingen over versterking van het integratiebeleid, onder meer door verbetering van inburgeringscursussen en door betere spreiding van migranten in wijken en in het onderwijs.
- Biotechnologie (tijdelijke commissie-Terpstra) (2001)[bron?]

Deze commissie bereidde in 2001 de behandeling van de integrale beleidsnota Biotechnologie voor en deed onderzoek naar de toepassing van genetica in de gezondheidszorg.
- Herculesramp (werkgroep-Blaauw) (2000)

Onderzoek in 2000 naar de ramp op vliegbasis Eindhoven waarbij een militair transportvliegtuig van het type Hercules van de Belgische Luchtmacht neerstortte en waarbij 34 inzittenden omkwamen. Met name de hulpverlening werd daarbij nader bekeken.
- Besluitvorming uitzendingen (1999)

Op 7 april 1999 stelde de Tweede Kamer de Tijdelijke Commissie Besluitvorming Uitzendingen (TCBU) in. Deze commissie, onder voorzitterschap van Bert Bakker (D66) onderzocht de uitzending van Nederlandse militairen in VN-verband naar vredesmissies in voormalig Joegoslavië, de Perzische Golf, Haïti, Angola, Cambodja en Cyprus. Enkele jaren later kwam er alsnog een parlementaire enquête naar Srebrenica.
- Tijdelijke commissie evaluatie opsporingsmethoden (tijdelijke commissie-Kalsbeek) (1998-1999)

Onderzoek in 1998-1999 naar de wijze waarop het Openbaar Ministerie en de verantwoordelijke bewindslieden invulling hadden gegeven aan de aanbevelingen van de parlementaire enquêtecommissie opsporingsmethoden.
- Asbestproblematiek Cannerberg (werkgroep-Hoekema) (1998)

Onderzoek in 1998 naar de besluitvorming rond de asbestproblematiek van Joint Operations Centre Cannerberg van lucht- en landmacht in de periode 1967-1992.
- Technolease (delegatie-Wolters uit vier commissies) (1997)

Naar aanleiding van berichten in NRC Handelsblad en een rapport van de Algemene Rekenkamer werd in 1997 beperkt onderzoek ingesteld naar een - overigens legale - fiscale constructie die aan de Rabobank is vergund in relatie tot Philips. Philips verkocht technologische kennis aan de Rabobank en huurde die vervolgens terug. Vooral het niet volledig verstrekken van gegevens aan de Tweede Kamer is onderwerp van onderzoek. Naar aanleiding van het rapport werd aangedrongen op betere (eventueel vertrouwelijke) informatievoorziening aan het parlement.
- Stichting Woningbeheer Limburg (tijdelijke commissie-Hofstra/Versnel) (1995-1996)

De financiële situatie van de Stichting Woningbeheer Limburg waar een groot vermogenstekort was ontstaan, was in 1995-1996 reden voor een onderzoek. Met name de betekenis van de fusie tussen de woningcorporaties SBDI, Het Zuiden en HBL daarbij was onderwerp van onderzoek. Verder werd de rol van het ministerie bij de sanering van de financiën bekeken.
- Ctsv (College van Toezicht Sociale Verzekeringen) (1996)

In januari 1996 verschenen berichten in de pers over de slechte verhoudingen in het Ctsv. Ter uitvoering van een motie-Bijleveld werd besloten een onderzoek te starten, waarbij vragen waren: hoe heeft het Ctsv gefunctioneerd, hoe was de relatie tussen Ctsv en ministerie van Sociale Zaken en Werkgelegenheid en hoe waren de verhoudingen tussen Ctsv en bedrijfsverenigingen. Naar aanleiding van het debat over het rapport van de commissie werd ernstige kritiek geuit op het beleid van staatssecretaris Linschoten. Hij besloot naar aanleiding hiervan zijn ontslag aan te bieden.
- Klimaatverandering en broeikaseffect (tijdelijke commissie-Van Middelkoop) (1996)

Dit onderzoek in 1996 diende vooral om de kennis van Kamerleden over het probleem van de klimaatverandering en van het broeikaseffect te vergroten. Daarbij werd ook gekeken naar de mogelijkheden om beleidsdoeleinden te formuleren en om te inventariseren welke instrumenten er waren voor het beheersbaar maken van de problematiek.
- Toezicht Verzekeringskamer (tijdelijke commissie-Ybema) (1995)

Naar aanleiding van problemen bij levensverzekeringsmaatschappij Vie d'Or werd in 1995 onderzocht of het toezichtsbeleid door de Verzekeringskamer in overeenstemming met de geldende wettelijke regelingen was geweest.
- Kinderbescherming (subcommissie-Vliegenthart)
- Besluitvorming volksgezondheid (subcommissie-Willems) (1994-1995)
- Affaire-Bosio (bijzondere commissie-Tommel) (1991-1992)

Bosio was een Franse zakenman, wiens door de overheid gesubsidieerde bedrijf mogelijk betrokken was bij drugstransport en wapenhandel. De Kamer stelde hiernaar in 1991/1992 een onderzoek in.
- Visquoteringsregelingen (subcommissie-Eversdijk uit de vaste commissie voor de Visserij)

In 1986 verschenen berichten in de media dat ambtenaren van het ministerie van Landbouw en Visserij via een dubbele boekhouding meewerkten aan het ontduiken van in Europees verband genomen visquoteringsregelingen. Hiernaar werd een onderzoek ingesteld. Het kritische rapport bevatte een aantal aanbevelingen. Toen regeringspartij PvdA in 1990 concludeerde dat deze onvoldoende waren uitgevoerd, was dit voor die fractie reden om het vertrouwen in minister Braks op te zeggen. Hij trad daarop af.
- Gedragingen van multinationale ondernemingen (bijzondere commissie-Bakker/Herfkens) (1980-1983)
- Zaak-Khan (bijzondere commissie-Ter Beek) (1980-1986)
- Godsdienstige sekten (subcommissie-Haas-Berger) (1980-1984)
- Personen die kennis hadden van zaak-Aantjes (bijzondere commissie-Patijn)
- Economische boycot Rhodesië (werkgroep-J.N. Scholten) (1978-1982)
- Arabische boycot (bijzonder commissie-Van den Bergh) (1978-1979)
- Individuele steunverlening bedrijven (subcommissie-Van Dijk uit de commissie voor de Rijksuitgaven)
- Aanschaffingsbeleid Defensiemateriaal en de controle daarop (bijzondere commissie-Van Amelsvoort, COMAC) (1976-1988)
- Zaak-Van der Putten (bijzondere commissie-Van Doorn) (1962-1963)
- Aanschaffing defensiematerieel (bijzondere commissie-Koersen) (1958-1959)
- Affaire-Oss (commissie-Schouten) (1938-1939)
- Houtvoorziening van de Nederlandse Spoorwegen (1933-1935)
- besteding van gelden uitgetrokken op de begroting van Oorlog voor 1918 (1921-1924)
- Onderzoek naar de wijze waarop contracten voor de levering van vliegtuigen en motoren zijn gesloten en uitgevoerd (1920-1923)
- Onderzoek naar namens de Staat gesloten veevoederovereenkomsten (1918-1920)
- Onderzoek naar de levering van geschut aan de Nederlandse regering (1909-1910)
- Contract van de Bilitonmaatschappij (commissie-Mirandolle) (1882)
- Kiezersknoeierijen in Elst (commissie-Tak van Poortvliet) (1875)